# 모두 다 예쁜 말들
《모두 다 예쁜 말들》(All the Pretty Horses)은 코맥 매카시의 1992년 소설로, 앨프리드 A. 노프에 의해 출판되었다. 베스트셀러가 되었으며, 내셔널 북 어워드와 전미도서비평가협회상을 수상하였다.
2000년에 빌리 밥 손턴 감독에 의해 영화화되어 《올 더 프리티 호시즈》라는 이름으로 공개되었으며, 맷 데이먼과 페넬로페 크루스가 출연하였다.